# يوسف شوقي
يوسف شوقي  (4 يونيو 1925 - 20 نوفمبر 1987) هو عالم وأستاذ بكلية العلوم بالقاهرة وملحن مصري.

احترف التلحين والنقد والتحليل والتأريخ الموسيقي . أجاد العزف على العود واكتشاف الأصوات وقدم برنامجا موسيقيا بالإذاعة المصرية في السبعينات والثمانينات سماه - ما لا يطلبه المستمعون . عاش أواخر عمره وإبداعه بسلطنة عمان وألف سيمفونية عزفت بدار الأوبرا العمانية ، كما فهرس وأرّخ للموسيقى العمانية. الدكتور يوسف شوقي ـ الموسيقار وعالم الجولوجيا والحفريات له مكتشفات مهمة جدا في الفيوم تضم حيوانات ضخمة منها وحيد القرن وسيد قشطة وقردة وتماسيح وغير ذلك. ولكنه قام بتوثيق وتحليل موسيقى عبد الوهاب ولم يوثق مكتشفاته الجيولوجية!
قال عنه الكاتب الكبير أنيس منصور في مقاله في جريده الشرق الاوسط في العدد 9 فبراير 2006 العدد 9935:
"في حياة كل منا شخصيات كثيرة عابرة، وشخصيات مستقرة وشخصيات كأنها أقمار أو شموس، وشخصيات كأنها ظلال. عرفت زملاء في الدراسة بهروني بذكائهم، وبفصاحتهم، وبثورتهم الفكرية، ولأسباب لا أعرفها اختفوا. وكانت ثورتهم مثل أعمارهم قصيرة، فما الذي جرى لهم؟ ما الذي جرى وجار عليهم؟ عرفت عددا منهم، ولولا أن أحدا لم يشعر بهم، لأنهم لم يتركوا أثرا في ورقة أو في لوحة أو على حجر، لذكرت أسماءهم. ولكن حدث في حياتنا الثقافية أن ظهر عدد منهم ، لمعوا، وأضاءوا، وبهروا، وكما بهرونا سريعا، اختفوا، وخبوا، وانطفأوا، واندثروا، لماذا؟ عرفت د. يوسف شوقي أحد علماء الموسيقى في زماننا، وأكثر الناس وعيا بها وتاريخها، وكان متفجر الحيوية في كل اتجاه، كان أديبا وذواقا للشعر وعازفا على العود. محمد عبد الوهاب قال أنه أمهر عازف على العود.
ذهب د. يوسف شوقي إلى سلطنة عمان وسجل الموسيقى الشعبية، وتوفي وأوصى أن يدفن حيث أحبه واحترمه الناس ـ في سلطنة عمان. الذين عرفوا د. يوسف شوقي قالوا إنه غريب الأطوار، شجاع، ولكنه في الحقيقة شديد الخوف، لماذا؟ من ماذا؟ لقد مات وسره معه!"
قال عنه الكاتب وجيه ندى
في مجلة الموسيقى العربيه النى تصدر عن جامعه الدول العربيه- سبتمبر 2015 :"
لا أحد ينسى يوسف شوقي أحد علماء الموسيقى في زماننا، وأكثر الناس وعيا بها وبتاريخها، وكان متفجر الحيوية في كل اتجاه، كان أديبا وذواقا للشعر وعازفا على العود. قال عنه محمد عبد الوهاب: إنه أمهر عازف على العود. وقال رياض السنباطى: إنه أمهر العازفين. فعندما تقدم يوسف شوقي لمعهد الموسيقى طالباً جعلوه مدرسا للعود."

## من أنشطته الفنية
يوسف شوقي  من مواليد 4 حزيران/يونيو 1925. لم يحالفه الزمن ولا الحظ في صنع أعمال كثيرة. ولكن ، ما تمكن من انجازه كفيل بحفر اسمه في تاريخ الموسيقى العربية. من أهم أعماله الموسيقى التصويرية لفيلم «نفوس حائرة» من سيناريو وحوار وإنتاج وإخراج أحمد مظهر (عرض سنة 1968) ، وكذلك الموسيقى التصويرية لفيلم «عائلة زيزي» من إخراج فطين عبد الوهاب (عرض في الموسم 1963) وأيضاً فيلم «حياة عازب» بطولة ناديه لطفي، أخراج نجدي حافظ (عرض في الموسم 1963) ؛ وفيلم «الجريمة الضاحكة»، إخراج نجدي حافظ (عرض في الموسم 1963) وفيلم «بقايا عذراء»، إخراج حسام الدين مصطفى (عرض في الموسم 1962).
إلى ذلك، شارك يوسف شوقي وابتكر البرنامج الإذاعى «ما لا يطلبه المستمعون» في إذاعة القاهرة. كما قدم العشرات من إبداعاته الموسيقية التي تغنت بها في الإذاعات أصوات كبار ، منهم عبد الحليم حافظ والذي تغنى بلحنين فقط هما البلبل والزهرة دويتو مع عصمت عبد العليم من نظم زين العابدين عبد الله في موسم 1954 - ودويتو (نداء إلى الله) مع فايده كامل في موسم 1952 - وتغنت المطربة أحلام "شفايف الورد" من نظم عبد الفتاح مصطفى . وللتاريخ ، لا بد من ذكر اللحنين اللذين قدمهما يوسف شوقي إلى المطرب بليغ حمدي في بداية الخمسينات عندما كان يمارس الطرب وقبل أن ينتقل إلى التلحين، وغنى يا فجر نورك – مظلوم يا طير من نظم مصطفى عبد الرحمن \ وغنت عصمت عبد العليم يا شاغل حياتي من نظم محمد على احمد – وغنى عادل مامون لحن (امة عربية متحدة) من نظم كمال بدر – وغنت فايده كامل (في ظلال النخيل) من نظم مصطفى عبد الرحمن- وغنى كارم محمود قصيدة أشواق من نظم مصطفى عبد الرحمن \ وغنت مديحه عبد الحليم لحن سألت روض الجمال من نظم عبد الفتاح مصطفى ولحن كفاح FFبور سعيد من نظم إمام الصفطاوى \ وغنى محرم فؤاد اللحن الوطني سقفه قويه من نظم السعيد أبو الحسنجلال \ وغنت نجاح سلام تعيشي يا بلادنا من نظم عبد الفتاح مصطفى و (تالت جواب) من نظم عبد الرحمن الأبنودى ويا سلام ع الفرحة من نظم مصطفى الضمرانى \ وغنت المطربة نازك لحن حنين من نظم عبد الرحمن الخميسي ولحن عتاب الحبيب من نظم مصطفى عبد الرحمن \ وغنت ألمجموعه اللحن الوطني (الحليوه بلدى) من نظم على سليمان \ وتغنى ثلاثي المرح الحان منها العروسة والعريس من نظم عبد الرحمن الأبنودى – منك حبه من نظم على سليمان \ وتغنى توفيق فريد وإيمان الطوخي بحبك يا مصر \ وغنى المطرب عبد اللطيف التلباني لحن الحلوه اللي ما حدش عاجبها من نظم كامل الأسناوي \ وغنى ماهر العطار اللحن الوطني (تحية ليبيا) من نظم كمال منصور عام 1964 \ غنت فايزة أحمد (عشر مرات) من نظم محمد نادر . وقدم يوسف شوقي أنغامه للصور والبرامج والأوبريتات الغنائية ومن بينها البرنامج الغنائي (الفيلسوف) والذي شارك فيه بالغناء كارم محمود ونازك ومن نظم محمد على أحمد - والبرنامج الغنائي (الفارس الموعود) وشارك الغناء شفيق جلال وعصمت عبد العليم وإنشاد الشيخ محمد الفيومي ومن تأليف محمد على أحمد وإخراج فايز حلاوة – والبرنامج الغنائي (عطر ونور) من غناء نجاح سلام ومحمد ثروت ومن تأليف عبد الفتاح مصطفى \ قرية الجن برنامج غنائي شارك الغناء كارم محمود ومديحه عبد الحليم وألمجموعة ومن نظم الشاعر أحمد شوقي \ وكانت الصورة الغنائية (كتاب الثورة) وشارك الغناء حوريه حسن وسيد إسماعيل وعصمت عبد العليم وعباس البليدي ومحمود شكوكو ومن تأليف كمال منصور وإخراج يوسف الحطاب.
خلال حياته الموسيقية ذهب د. يوسف شوقي إلى سلطنة عمان وسجل الموسيقى الشعبية . وتوفي وأوصى أن يٌدفن حيث أحبه واحترمه الناس ـ في سلطنة عمان. وكانت الوفاة في 20 نوفمبر 1987 بعد أن اثرى الحياه الموسيقيه في الوطن العربي.